# Bitwa pod Edgehill
Bitwa pod Edgehill (lub Edge Hill) – starcie zbrojne, które miało miejsce 23 października 1642 podczas angielskiej wojny domowej (1642–1651).
Bitwa stoczona koło Kineton w południowym Warwickshire była pierwszą pozycyjną bitwą w angielskiej wojnie domowej. Bitwę wygrali Rojaliści, jednak nadmierna ostrożność króla Karola I nie pozwoliła ruszyć natychmiast na Londyn i osiągnąć szybkie zwycięstwo nad Parlamentem. Doprowadziło to do trwającej 3 lata wojny domowej.

## Wyścig do Londynu
Dnia 12 października Karol I wyruszył ze swoją kawalerią z Shrewsbury w kierunku Londynu. Równolegle do Karola szedł na południe hrabia Essex z siłami Parlamentu, który wyruszył z Worcester i także zmierzał do Londynu. Dnia 21 października byli zaledwie 7 mil od siebie.
Spostrzegając niebezpieczeństwo skrzydłowego ataku, Karol dał się przekonać przez księcia Ruperta by uszykować wojska na boku Edge Hill. Essex, nieświadom bliskości nieprzyjaciela, podciągnął swe wojska niebezpiecznie blisko linii wojsk Rojalistów. Bitwa rozpoczęła się 23 października.

## Niespodziewana bitwa
Gdy Karol wyjechał przed swoje wojska (14400 żołnierzy) by podnieść morale, artyleria wojsk Parlamentu (14700 żołnierzy) otworzyła ogień, sądząc, że ma do czynienia z harcownikami.
To rozpoczęło wymianę ognia artyleryjskiego która trwała około godziny. W tym momencie książę Rupert rozpoczął bitwę jak należy, prowadząc kawalerię Rojalistów do szarży. Poważna część jazdy Parlamentu, w wyniku wcześniejszej umowy, dołączyła do jazdy Ruperta. Pozostała kawaleria na lewym skrzydle Parlamentu została zmieciona, w wyniku czego 2 sąsiednie regimenty piechoty zostały rozbite. Żołnierze rzucili się do ucieczki. Krytycznym błędem Rojalistów było kontynuowanie pościgu za uciekającą piechotą, co pozostawiło prawe skrzydło Rojalistów bez wsparcia. Ale tylko niezwykle dobrze wyszkolona i zdyscyplinowana kawaleria byłaby w stanie przegrupować się w takich warunkach.
Ściągnięta została z odwodów kawaleria Parlamentu i piechota centrum Rojalistow, będąca bez ochrony własnej kawalerii, została odcięta od tyłów.
W walkach tych poległ Lord Lindsey. Piechota Rojalistów zdołała się jednak przegrupować i sformować nową linię obronną. Essex, widząc wracającą kawalerię Ruperta, postanowił wycofać się pod osłoną zapadających ciemności.

## Po bitwie
Wojska Parlamentu przegrały tę bitwę i po odwrocie Essexa droga do Londynu stała przed Karolem I otworem. Król jednak nie skorzystał z tej okazji.
Zadecydowała jego nadmierna ostrożność i w ten sposób zwycięska armia Rojalistów, zamiast pośpiesznie iść na Londyn, po pewnym czasie dotarła do Reading. Pobity Essex, ale nie rozbity, w miarę szybko doszedł do siebie i zaczął działać sprawnie i energicznie. Wzmocnił obronę Londynu i powiększył swe siły przeciwstawiając się dalszym postępom Rojalistów. Karol nigdy już nie miał takiej okazji zdobycia Londynu i wygrania wojny, jak po bitwie pod Edgehill.